# Monastero di Mor Gabriel

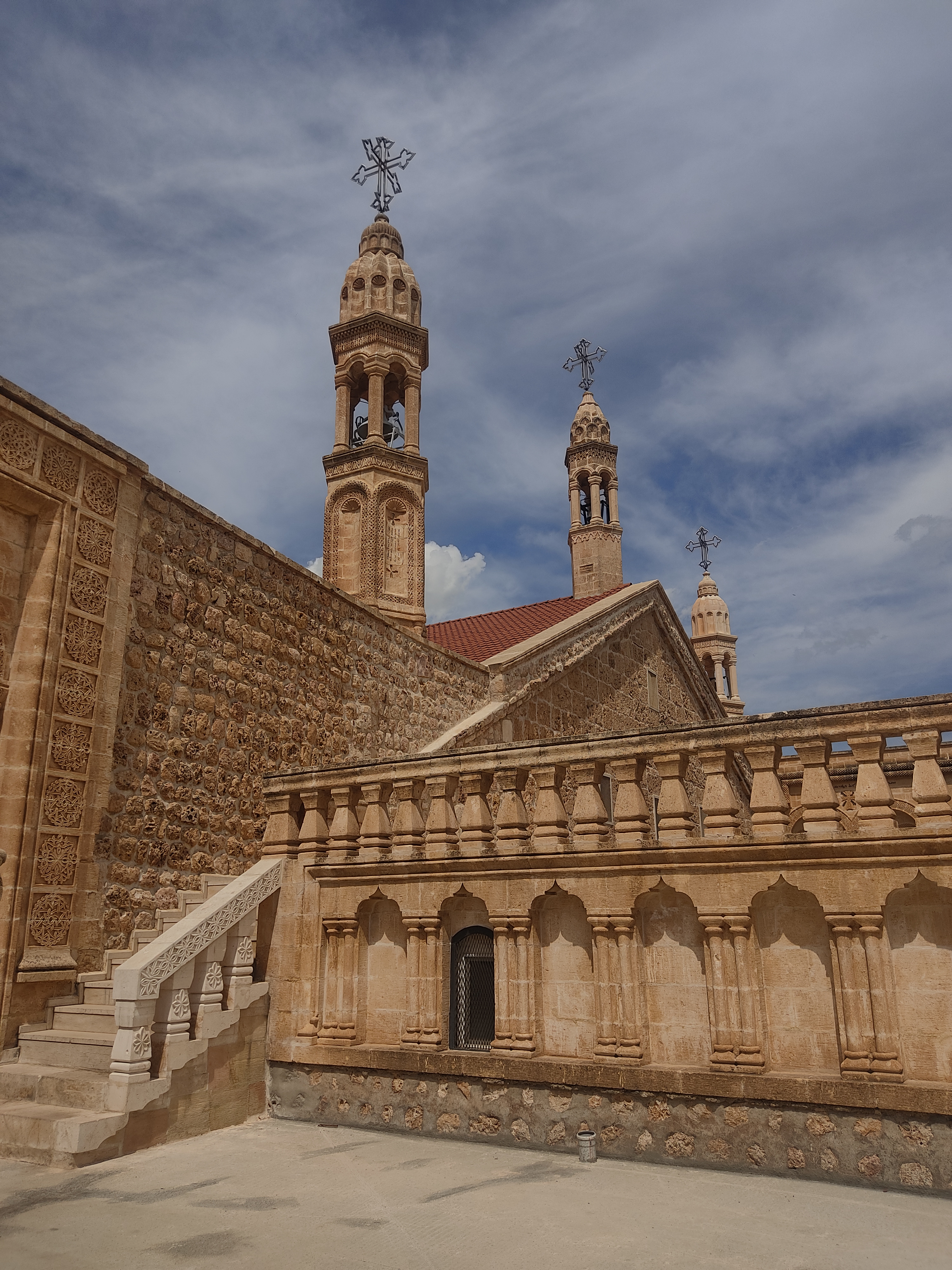
Veduta del monastero di Mor Gabriel

Il monastero di Mor Gabriel (aramaico ܕܝܪܐ ܕܡܪܝ ܓܒܪܐܝܠ, anche monastero di Mar Gabriel o monastero di Qart(a)min, turco Deyrulumur Manastırı) è uno dei più antichi monasteri cristiani del mondo. Si trova a Tur Abdin, nel sud-est della Turchia, ed è tuttora uno dei monasteri più importanti della Chiesa ortodossa siriaca.
È la sede del vescovo di Tur Abdin, che vi dimora con quattro monaci, sette suore e una schiera di ospiti, assistenti e studenti.

## Posizione geografica
Il monastero si trova a circa 20 km a sud-est della città di Midyat, nell'arido paesaggio montuoso di Tur Abdin (tradotto "montagna dei servi", cioè i servi di Dio). Si trova nel territorio della provincia turca di Mardin, nel distretto di Midyat.

## Storia

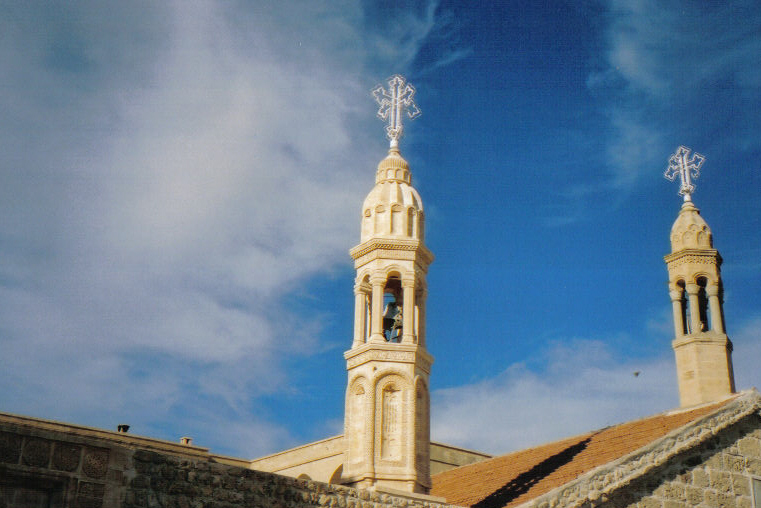
I due prominenti campanili del monastero

Le origini del monastero risalgono alla tarda antichità. Fu fondata nel 397 da Shmuel (Samuele) e dal suo discepolo Samun (Simone). La sua importanza crebbe rapidamente e nel VI secolo qui vivevano fino a 1000 monaci sia locali che copti. Tra il 615 e il 1049, qui si trovava la sede vescovile di Tur Abdin. Il monastero deve il suo nome a uno dei vescovi, Mor Gabriel di Beth Qustan (in carica dal 634 al 668). Nel VII secolo prese il suo nome.
Il monastero era un importante centro per i cristiani siriani di Tur Abdin. Manteneva una biblioteca molto importante, di cui però oggi non rimane quasi nulla (alcuni manoscritti sono conservati, tra l'altro, alla British Library); la scuola monastica svolgeva un ruolo importante nell'educazione teologica della regione e di tutta la Chiesa siriana. Ha inoltre formato molti chierici e studiosi di alto livello, tra cui quattro patriarchi, un catholicos e 84 vescovi. Molto conosciuto fu Mor Filosseno di Mabbug, un importante oppositore del calcedonismo.
Il monastero è stato una diocesi indipendente fino al 1915. In quell'anno, durante il genocidio delle minoranze cristiane, tutti gli abitanti del monastero furono uccisi dai curdi su istigazione del governo ottomano.
Solo nel 1919 i cristiani siriani poterono trasferirsi nuovamente. Negli anni Cinquanta sono iniziati i lavori di ristrutturazione e ampliamento ed è stato istituito il seminario interno del monastero di Mor Gabriel, che è stato nuovamente chiuso dal governo turco nel 1980. Nei decenni successivi sono state installate le forniture di acqua ed elettricità, è stata costruita una strada per il monastero e un giardino per l'autosufficienza dei residenti. Alcuni anni fa è stato costruito un muro intorno al monastero per proteggere gli ampi giardini del monastero e le aree importanti per l'autosufficienza del monastero dall'invasione di mandrie di bestiame.
Il monastero è oggi una comunità di lavoro immersa in giardini e frutteti, in qualche modo deturpata da alloggi residenziali degli anni Sessanta. Lo scopo principale del monastero è quello di mantenere vivo il cristianesimo ortodosso siriaco nella terra in cui è nato, fornendo istruzione e ordinando monaci nativi. In alcune occasioni ha fornito protezione fisica alla popolazione cristiana.
Il monastero di Mor Gabriel è aperto ai visitatori ed è possibile soggiornarvi con un permesso, ma è chiuso dopo il tramonto.